# Желязкув (Слупецький повіт)
Желязкув (пол. Żelazków) — село в Польщі, у гміні Слупца Слупецького повіту Великопольського воєводства.
Населення — 131 особа (2011).
У 1975-1998 роках село належало до Конінського воєводства.

## Демографія
Демографічна структура станом на 31 березня 2011 року:
|          | Загалом | Допрацездатний вік | Працездатний вік | Постпрацездатний вік |
| -------- | ------- | ------------------ | ---------------- | -------------------- |
| Чоловіки | 70      | 16                 | 52               | 2                    |
| Жінки    | 61      | 11                 | 40               | 10                   |
| Разом    | 131     | 27                 | 92               | 12                   |